# Blepharella setifacies
Blepharella setifacies är en tvåvingeart som först beskrevs av Charles Howard Curran 1927.  Blepharella setifacies ingår i släktet Blepharella och familjen parasitflugor. Inga underarter finns listade i Catalogue of Life.